# Vittskövle

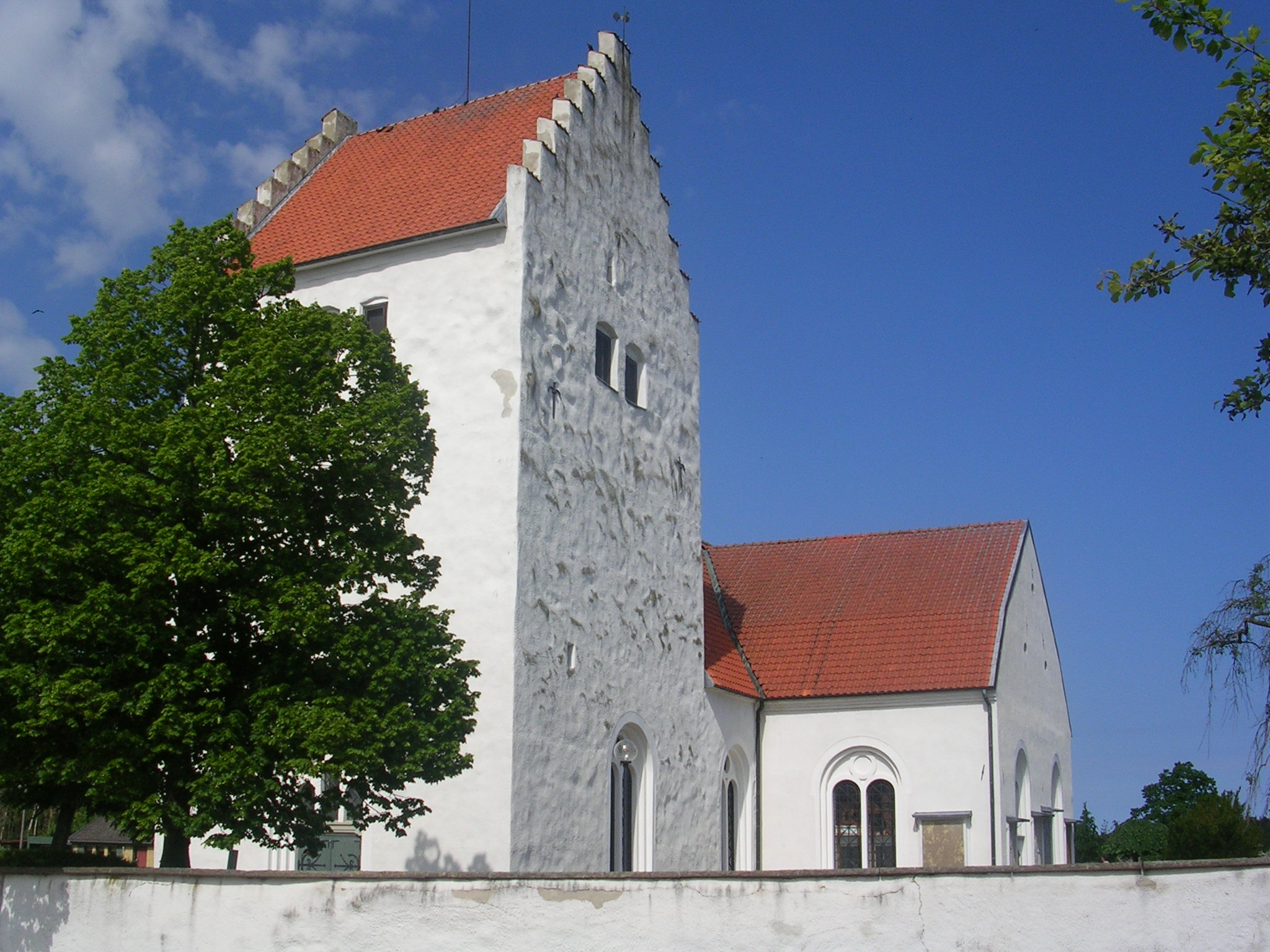
Die Kirche von Vittskövle

Vittskövle ist ein Ort (tätort) in der schwedischen Provinz Skåne län und der historischen Provinz Schonen.
Der Ort in der Gemeinde Kristianstad liegt ungefähr 5 Kilometer nordöstlich von Degeberga und 28 Kilometer südlich von Kristianstad. Vittskövle ist bekannt für das Schloss Vittskövle und die Kirche von Vittskövle. In ihr finden sich Wandmalereien von Nils Håkansson, der auch unter dem Namen „Vittskövlemeister“ bekannt ist.